# Willem van Schaumburg-Lippe (1724-1777)
Frederik Willem Ernst (Londen, 9 januari 1724 – Jachtslot Bergleben, Wölpinghausen, 10 september 1777) was graaf van Schaumburg-Lippe van 1748 tot 1777. Hij was een zoon van graaf Albrecht Wolfgang van Schaumburg-Lippe en Margarete Gertrud von der Schulenburg.
Omdat zijn broer George in 1742 bij een duel om het leven was gekomen, werd hij erfprins van Schaumburg-Lippe en volgde hij zijn vader op na diens dood.

## Militaire loopbaan
Hij vergezelde zijn vader tijdens hun campagne in de Nederlanden gedurende de Oostenrijkse Successieoorlog (1740-1748). Hij was aanwezig bij de Slag bij Dettingen in 1743. Hij vocht daarna in Oostenrijkse dienst in de Italiaanse Oorlog. Toen de Zevenjarige Oorlog (1756-1763) begon koos hij de zijde van Pruissen en was hij Generaal-Graaf van de artillerie. Als hoofd van de artillerie onderscheidde hij zich tijdens de Slag bij Minden en werd beloond met een bevordering als commandant van alle artillerie van Pruissen.
In 1762 kreeg hij het verzoek van Sebastião de Melo, Markies de Pombal om als Generalissimo leiding te geven aan de geallieerde troepen in Portugal om het op te nemen tegen een Spaanse invasie.
Willem organiseerde een goede defensieve campagne om zijn troepen terrein te laten houden en aanvallen van de Spanjaarden af te slaan. De Pombal vroeg Willem nog een jaar te blijven na de Vrede van Parijs (1763) en als dank voor zijn diensten gaf Koning Jozef I van Portugal zes mini-kanonnen van puur goud mee aan de heer van Lippe.

## Familie
Willem huwde op 12 november 1765 te Stadthagen met gravin Maria van Lippe-Biesterfeld (Biesterfeld, 16 juni 1744 – Jachtslot Baum, 16 juni 1776), dochter van graaf Karel. Uit dit huwelijk werd een dochter geboren, die drie jaar na de geboorte stierf.
Willem trok zich na de dood van zijn vrouw en dochter terug op zijn jachtslot Bergleben. Zonder erfgenaam werd hij opgevolgd door zijn achter-achterneef Filips van de linie Lippe-Alverdissen.